# دانا روزماري سكالون
دانا روزماري سكالون (ولدت روزماري براون، 30 أغسطس 1951)،  والمعروفة باسم دانا، هي مغنية إيرلندية وسياسية سابقة عملت كعضو في البرلمان الأوروبي من 1999 إلى 2004.
بينما كانت لا تزال تلميذة فازت في مسابقة الأغنية الأوروبية عام 1970 بأغنية "All Kinds of Everything". أصبح للأغنية مليون بائع في جميع أنحاء العالم وبدأت مسيرتها الموسيقية.
دخلت السياسة في عام 1997، بصفتها دانا روزماري سكالون، حيث ترشحت دون جدوى في الانتخابات الرئاسية الأيرلندية، ولكن تم انتخابها لاحقًا كعضوة في البرلمان الأوروبي عن كوناخت أولستر في عام 1999. كان سكالون مرة أخرى مرشحًا مستقلاً في الانتخابات الرئاسية الأيرلندية عام 2011، ولكن تم إقصاؤه في العد الأول. في عام 2019، أعلنت دانا أنها عادت إلى الاستوديو وكانت تسجل ألبومًا جديدًا، وهو الأول لها منذ سنوات عديدة. تم إصدار ماي تايم في 1 نوفمبر 2019.

## النشأة
ولدت سكالون روزماري براون في إيسلينجتون، لندن، وهي واحدة من سبعة أطفال. عمل والدها روبرت براون حمالاً في محطة كينجز كروس القريبة، بالإضافة إلى كونه حلاقًا وعازفًا للبوق.   في الأصل من ديري، أيرلندا الشمالية، نقل روبرت عائلته إلى لندن للبحث عن فرص عمل بعد الحرب العالمية الثانية. عندما كانت روزماري في الخامسة من عمرها، انتقلت مع عائلتها إلى ديري، حيث نشأت في حي سكني في كريجان وبوجسايد.  